# Галантные дамы
«Жизнеописания галантных дам» (фр. Les vies des dames galantes) или просто «Галантные дамы» — мемуары французского писателя Пьера де Брантома, долгое время имевшие хождение в рукописях и впервые изданные в Голландии в 1665—1666 годах, после смерти автора. Стали наиболее известным произведением Брантома.
В «Галантных дамах» Брантом рассказывает о французском высшем свете XVI века. В отличие от других своих произведений, здесь он почти не называет имён, ограничиваясь формулировками «одна прекрасная и достойная дама» или «некий высокородный принц» (в большинстве случаев исследователи понимают, о ком именно идёт речь). В повествовании много скандальных подробностей и скабрезных анекдотов, которые автор почерпнул из книг, сплетен и собственного опыта. С особым мастерством Брантом описывает интриги и даёт характеристики героям.
Литературоведы ставят книгу Брантома в один ряд с другими французскими сборниками исторических анекдотов, опубликованными в те же годы. Это в первую очередь «Любовная история галлов» Бюсси-Рабютена и «Занимательные истории» Таллемана де Рео.